# Tramway de Messine
Le tramway de Messine est un réseau de tramway qui dessert la ville de Messine (Italie). Totalisant une longueur d'environ 7,7 kilomètres, la première ligne a été inaugurée en 2003.